# Stadion Kažimukan Munaitpasov
Stadion Kažimukan Munaitpasov je višenamjenski stadion u Astani u Kazahstanu.
Trenutačno (2006.), najviše ga se rabi za nogometne susrete.
Domaće je igralište nogometnom klubu Astani.
Može primiti 12.343 gledatelja.